# Black Gospel
Black Gospel ist eine Musikrichtung, die aus dem Negro Spiritual (heute Black Spiritual) entstanden ist.
Die Spirituals waren vor 1865 die Musik der afroamerikanischen Gemeinden der USA, als die meisten Afroamerikaner Sklaven in den südlichen US-Bundesstaaten waren. Man sang sie wie Volkslieder und Kirchenlieder. Die Fisk Jubilee Singers entwickelten um 1870 eine kunstvolle Vortragsweise dieser Lieder und machten sie auf Tourneen bekannt.
Die Gospellieder wurden ab etwa 1900 von Komponisten geschrieben und vermarktet, d. h. für diese neue Art Spirituals wurden Urheberrechte geltend gemacht, entsprechend dem gewachsenen Selbstbewusstsein der Afroamerikaner als US-Bürger.
Der erste wichtige Komponist war Charles Albert Tindley (1851/1856–1933). In seiner Kindheit musste er als freier Feldarbeiter neben Sklaven arbeiten. Nach dem Bürgerkrieg heiratete er und zog nach Philadelphia. Er machte – teils durch Fernkurse – seine Ausbildung zum Methodistenpfarrer. Als er 20 Jahre später die Gemeinde übernahm, vergrößerte er die Gemeinde von 130 auf 10.000 Mitglieder. Er schrieb Lieder wie „Nothing Between My Soul and the Saviour“ und „We'll Understand it By and By“. 1901 erschienen acht seiner Lieder in Austin Miles's „New Songs of the Gospel“. Sein bis heute beliebtester Song ist „Stand By Me“.
Thomas A. Dorsey ist ein weiterer wichtiger Komponist. Von ihm stammt u. a. das als Precious Lord bekannte Gospellied.
Die Black Gospel Musik begeisterte nicht nur die Kirchenchöre der afroamerikanischen Gemeinden, es gründeten sich auch viele professionelle Gospel-Ensembles. Black Gospel zeichnet sich in Konzerten und Gottesdienst vor allem durch Schaffung einer Atmosphäre heiliger Ekstase aus, oft mit Zurufen aus dem bewegten Publikum.
Um die Entstehung und die musikalischen Merkmale der Gospelmusik zu verstehen, muss man sich die Geschichte der Afroamerikaner in der Sklavenzeit und in der Entwicklung ihrer Kirchen vor Augen halten.

## Geschichte und Entwicklung
Portugiesische und spanische Eroberer brachten leibeigene Diener, die aus ihren afrikanischen Kolonien stammten, mit in die „Neue Welt“. Das erste Schiff mit 20 afrikanischen Sklaven erreichte 1619 Nordamerika. Seitdem wurden unzählige Afrikaner verschleppt und mit Waffengewalt zum Sklavendienst gezwungen. Der wesentliche Teil ihrer Kultur war die Musikalität. Die Afrikaner konnten sich zum Teil noch nicht einmal untereinander verständigen, da sie bewusst getrennt wurden und aus unterschiedlichen Stämmen mit unterschiedlichen Sprachen kamen. Es gibt viele Berichte, in denen davon erzählt wurde, dass die „niggas“ auf den Schiffen Lieder sangen: traurige, sehnsuchtsvolle Lieder aber auch mutmachende Melodien. Die Anzahl der Afrikaner, die nach Amerika gebracht wurden, kann nur geschätzt werden. Die Geschichtsbücher nennen kurz vor der Zeit des Bürgerkrieges 1861 eine Zahl von sieben Millionen schwarzen Sklaven auf dem gesamten amerikanischen Kontinent.
Das emotionale Singen und das Tanzen der Sklaven bei der Arbeit und bei Versammlungen war wie in afrikanischen Riten ein lebensnotwendiger Ausdruck ihrer Identität. Ein wesentliches Merkmal dieses Gesanges war der „Shout“, ein expressiver, gewissermaßen geschriener Gesangsstil. Auch als „Ring-Shout“ bekannt, standen die Sklaven dabei im Kreis, tanzten, klatschten und scharrten mit den Füßen („Shuffle“) zu einer rhythmischen Melodie, die im Wesentlichen nur aus einem Rezitationston und einigen Nebentönen bestand.
Das Singen fand auch während der Arbeit statt. In den „Worksongs“, „Calls“ oder „Cries“ ging es vor allem um das gleichmäßige Ausführen bestimmter Bewegungsabläufe der Arbeitenden und das Erleichtern von physischer Arbeit durch emotionale „Arbeit“, nämlich durch das Singen. Auch das Herbeirufen der Arbeiter zum Essen oder das lautstarke Anbieten der Ware auf dem Markt geschah in dieser halb gesprochenen, halb gesungenen Form. In den Worksongs gab ein Vorsänger den Rhythmus und die Melodie an, die dann von allen anderen aufgenommen wurde.
Die Sklavenhalter versuchten schon früh die Sklaven nach ihrem weißen Ideal zu „zivilisieren“. Das glaubten sie zu erreichen, indem man die Schwarzen unter anderem zum christlichen Glauben bekehrte. 
Ende des 18. Jahrhunderts entstand eine sogenannte Erweckungsbewegung, in der Weiße wie Schwarze in großen Versammlungen bekehrt werden sollten. Bedeutend waren dabei die Methodisten und die Baptisten, die Freiversammlungen („Camp-Meetings“) veranstalteten und viele Menschen zum christlichen Glauben führten.
Warum die Sklaven die weiße Religion so schnell aufnahmen, obwohl sich dadurch nichts an ihrer Situation änderte, ist nicht eindeutig belegt. Die Betonung der Freiheit und der Gleichberechtigung aller Menschenrassen in der Bibel werden häufig als ein Grund angesehen. Ein Beleg dafür können die vielen Sklavenaufstände sein, die von schwarzen Predigern angeführt wurden. Viel stärker noch kommt die Hoffnung auf ein besseres Leben, das „ewige Leben“, in den Liedtexten der Gospelsongs zum Ausdruck, so dass gesagt werden kann, dass den Sklaven die christliche Botschaft ein Leben nach dem Tode verhieß, das ihnen eine Hoffnung im unerträglichen Leben auf der Erde gab. Außerdem identifizierten sich die Schwarzen sehr stark mit dem Volk Israel aus dem Alten Testament, das sich aus der Sklaverei in Ägypten befreien ließ.
Auf den ersten Camp Meetings wurden Psalmen und Choräle gesungen. Diese waren langsame und getragene Melodien, die vom Prediger vorgesungen und von der Menschenmenge nachgesungen wurden. Die Sklaven brachten viel Leben in die „white hymns“, so dass sich eine Eigendynamik in den Liedern entwickelte.
Auf dieser Grundlage bildeten sich vor allem auf dem Land im Süden Amerikas die „Negro Spirituals“. Wesentliches Merkmal ist das aus den Shouts, dem Blues und den Psalmgesängen der Camp Meetings stammende Ruf-Antwort-Schema. Da die wenigsten Sklaven lesen konnten, wurden Liedtexte so eingeübt, dass ein Sänger eine Phrase vorsang, die alle anderen nachsangen.
Die Schwarzen übernahmen zunächst die Lieder der Weißen und entwickelten später eigene Melodien und Texte. Hierbei fällt gottesdienstlichen Versammlungen eine besondere Bedeutung zu. Neben festgelegten Liedern gab es Predigten, die, ähnlich wie die Calls und Cries, halb gesungen, halb gesprochen wurden. Sie animierten die Gemeinde zur Teilnahme in Form von Zurufen und Klatschen. Nicht selten entstand ein neues Lied, das sich aus der Predigt entwickelte. Grundsätzlich war jeder Teilnehmer in das Gottesdienstgeschehen einbezogen.
Gemeinsames Singen auf langen Tönen, das als „moaning“ bezeichnete Improvisieren, war Berichten zufolge ohne jegliche musikalische Vorgabe, wurde rhythmisch frei ausgeführt und fing so unvermittelt an, wie es dann nach stundenlangem Zelebrieren auch wieder verebbte. Ganz allmählich entwickelten sich aus gemeinsamen Improvisationen feste Melodien.
Lieder entstanden spontan aus der Predigt heraus, indem die Gemeinde dem Prediger mit rhythmischen Zurufen antwortete und sich aus einem zentralen Satz der Predigt ein Wechselgesang formte und zu einem Lied wurde. Dabei zeichnete sich die Gesangsweise des Vorsängers durch starke Verzierungen aus.
Mit der Gospelmusik verband sich weiterhin politisches Gedankengut, denn die schwarzen Gottesdienste blieben auch in den 1950er Jahren ein Ort, in dem sich die Afroamerikaner so frei wie nirgends sonst ausdrücken konnten. Für den Austausch politischer Gedanken und Diskussionen war die Kirche der wichtigste Versammlungsort. Bürgerrechtsbewegungen gründeten sich häufig innerhalb der afroamerikanischen Kirchen, wie die größte Friedensbewegung ab 1955 unter dem Pastor Martin Luther King.

## Stil
Die Gospelmusik hat viele unterschiedliche Facetten. Je nach Kirchengemeinde ist diese Musik mit verschiedenen Merkmalen behaftet. Es gibt jedoch Elemente, die stilbildend sind und für die diese Musikrichtung bekannt wurde:
Gemeinsam haben die meisten Gospelsongs, dass sie Gesangsstücke sind. Allerdings gibt es jüngerer Vergangenheit auch rein instrumentale Gospelaufnahmen. Da es besonders um verbale Botschaften in den Liedern geht, werden diese solistisch oder chorisch vorgetragen.
Lautes, emotionales und mit vielen Verzierungen angereichertes Singen mit einer ungeheuren Expressivität sind die wesentlichen Merkmale des Gesangs.
Der allgemeine Klang der Gospelmusik ist als positiv, optimistisch und fröhlich zu bezeichnen. Die Texte in den Liedern handeln vom Loben, Danken und von der Hoffnung, die aus dem Glauben an Gott entspringt. Musikalisch passend dazu sind schnelle wie langsame Stücke in ihren Grundzügen fröhlicher Natur.
Aber auch andere Gefühle, wie Trauer und Verzweiflung können, wie schon in einigen der Spirituals, Gegenstand von Gospelsong sein. Das bekannteste Beispiel hierzu ist von Thomas A. Dorsey, Precious Lord, Take My Hands, ein Klagelied, das sich Martin Luther King im Falle eines frühen Todes von Mahalia Jackson zu seiner Beerdigung wünschte. Seinem Wunsch wurde 1968 entsprochen.
Das kommunikative Prinzip der Negro Spirituals mit dem Call and Response sowie das Entwickeln von Liedern aus den Predigten blieben in den Gospelsongs erhalten. Ob Pastor mit Gemeinde, Solist mit Chor oder Band mit Sängern, fast immer findet sich in den Liedern das Prinzip der Wechselgesänge.
In den Kirchen der 1930er Jahre wurde auch nach dem Muster der Ring-Shouts getanzt. Die ekstatischen Phasen im Gottesdienst wurden unter dem treibenden Rhythmus der Instrumente stärker und länger. Zur Formation von Klavier, Orgel, Schlagzeug und Bass kamen auch häufig Gitarre, Blasinstrumente und vor allem der Schellenkranz. Letzterer verstärkte den Grundpuls, der sich zum Off-Beat auf den Zählzeiten 2 und 4 reduziert hatte und das treibende Element in der Musik verstärkte. Stilbildend wurde das gemeinsame off-beat-Klatschen der ganzen Gemeinde bei schnellen Stücken.
Die Lieder waren sowohl in binären wie ternären Rhythmen gehalten, wobei „groovige“ Stücke im binären Achtelrhythmus überwogen und – parallel zur Entwicklung der Beat- und Rockmusik – immer häufiger zu finden waren.
Die afrikanische Melodik war in den originalen Ring-Shouts, Worksongs und Negro Spirituals noch weitgehend erhalten. Die afrikanischen Modi lassen sich mit unserem europäischen Tonsystem nicht erfassen, da die Intonation von unserem Tonsystem abweicht. Im Verlauf der Vermischung der Musikkulturen erwuchsen daraus Pentatoniken und die Blue Notes.
Die Pentatonik ist eine halbtonlose Skala, die weder Dur noch Moll kennt und nahezu in allen Kulturen der Welt anzutreffen ist. Auf C beginnend würden die Töne C D E G A heißen. Man kann diese Skala mit jedem Ton beginnen.
Ein weiteres Charakteristikum sind die Blue Notes. Es handelt sich hierbei um die „blue third“, „flatted fifth“ und die „blue seventh“. Das sind Tonleitertöne, die etwa einen Viertelton tiefer liegen, als es das europäische Tonsystem vorsieht. Am häufigsten tritt die „blue third“ auf. In der deutschen Sprache wird sie als Blues-Terz bezeichnet. In C-Dur hieße das: Das e' ist etwas tiefer als es die reine Intonation vorsehen würde. Aber auch jeder andere Ton kann etwas zu tief oder durch ein Hineingleiten von unten „blue“ klingen.
Die Blue Notes werden meistens zusätzlich zur „normalen“ Tonleiter gebraucht und je nach Phrase eingesetzt. In einem Erlebnisbericht erzählt James Lincoln Collier: „The exhorting preacher breaks into song at points in the sermon, typically using a melody that begins on the fifth and then descends through a blue fifth and blue third to the tonic.“
Diese Melodik wurde besonders stark im Blues und im Gospel von Sängern, Bläsern und Gitarristen benutzt. Pianisten, die die Intonation des Klavieres nicht verändern können, bedienen sich sogenannter Cluster oder Vorschläge. Durch das gleichzeitige Spielen von reinen Tönen und einer kleinen Sekunde darunter entsteht ein ähnlicher „blue“ oder „dirty“ Klang. Diese Vorschläge werden in Anlehnung an die Pianisten auch häufig von Bläsern gespielt.
Europäische Kadenzen bildeten nicht die harmonische Grundlage bei den alten schwarzen Gesängen, sondern meistens nur ein tonales Zentrum im Sinne einer Tonika. Später gab es den Wechsel mit der Subdominante und gelegentlich erschien auch die Dominante. Die frühen Bluesschemata bestanden hauptsächlich aus Tonika und Subdominante, bis sich um 1912 die heutige 12-taktige Form entwickelte, in der Tonika, Subdominante und Dominante ihren festgelegten Platz haben.
Aus dem Wechselspiel zwischen Tonika und Subdominante entstanden im späteren Gospel und im Blues bestimmte Motive (sogenannte Riffs), die Gitarristen und Pianisten aufgriffen und auch für den Boogie-Woogie stilbildend waren. Diese Akkordwechsel werden als plagale Kadenz oder umgangssprachlich als „amen chords“ bezeichnet.
Es gab gegenüber dieser sehr ursprünglichen schwarzen Musik eine weitergeführte Art der Gospelmusik, die auf einem Harmonieschema aufgebaut war, die als „close harmony“ bezeichnet wird. Close Harmony, die sich aus dem traditionellen europäischen System herleitet, benutzt skalenartige Melodien über Harmonieschemata mit Zwischen-Dominanten. Diese Art von Harmonik benutzten Gospelgruppen in der Tradition der Fisk Jubilee Singers, wie z. B. das Golden Gate Quartett. Im Gospelsong der 30er Jahre wurde die Jazzharmonik (d. h. die Harmonik des Blues und des Swings) einbezogen. Durseptakkorde nicht nur in der Dominante, Turnarounds, Optionstöne in Akkorden und die Jazzmelodik wurde in die traditionelle Musik eingewebt.
Die Harmonik und Melodik ist in der Gospelmusik vom Blues kaum zu unterscheiden. Die Musikforscher sind sich einig, dass der Gospelsong im Grunde den Blues mit religiösen Texten darstellt oder umgekehrt der Blues die weltliche Form der Gospelmusik ist.
Der Bluessänger T-Bone Walker schrieb: „Natürlich kommt auch vieles im Blues aus der Kirche. Den ersten Boogie-Woogie meines Lebens habe ich in der Kirche gehört.“
In der Gottesdienstpraxis wurden die spontanen Zurufe der Gemeinde verstärkt durch Kommentare der Band. Die gesprochene Predigt unterlegte die Band auch häufig mit leisen Harmonien, ostinaten Linien ohne Harmoniewechsel oder spielte die 16-taktige Grundform.
Langsame Gospelstücke findet man meistens mit triolischen Unterteilungen der Viertel, sowie im 3/4 bzw. 6/8-Takt, wie in der bekanntesten Komposition von Thomas A. Dorsey, Precious Lord, Take My Hands. Vermutlich werden die Dreiertakte deswegen gebraucht, weil sie fließender sind als binäre Takte und in langsamen Tempi nicht statisch wirken sollen. In ihnen können sich die Gemeindemitglieder im Takt wiegen oder sogar tanzen.
Als „Gospel-Ending“ bekannt, ist der Schluss eines Liedes mit Subdominante und Tonika (im Gegensatz zur Dominante als Leitakkord zur Grundtonart.) Meistens singt der Vorsänger auf ausgehaltenen Akkorden eine improvisierte Kadenz.